# زکیه خطابی
زکیه خطابی (زکیة الخطابی؛ زادهٔ ۱۵ ژانویهٔ ۱۹۷۶) سیاست‌مدار بلژیک-مراکشی است.
او در سن-ژوس-تان-نود در بروکسل و از پدر و مادر مراکشی به دنیا آمد. او در دانشگاه آزاد بروکسل تحصیل کرد. او به بوم شناسی سیاسی اعتقاد دارد و یک فعال فمینیسم است که منجر به پیوستن او به حزب اکولو شد. در اکتبر ۲۰۲۰، او به عنوان وزیر فدرال آب و هوا، محیط زیست، توسعه پایدار و قرارداد سبز در دولت دی کرو به رهبری نخست وزیر الکساندر دی کرو خدمت می‌کند.